# Diocesi di Crato

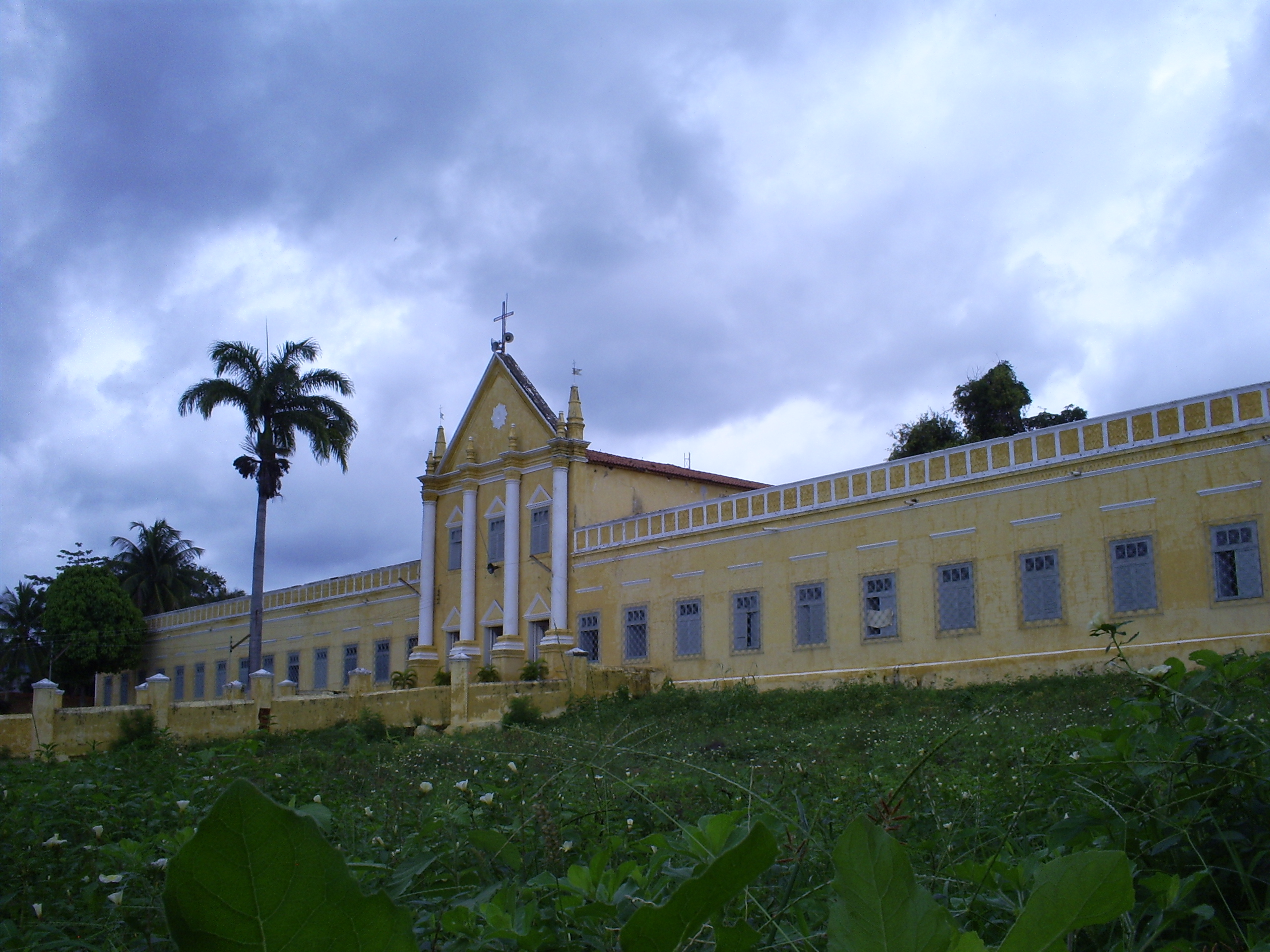
Il seminario diocesano.

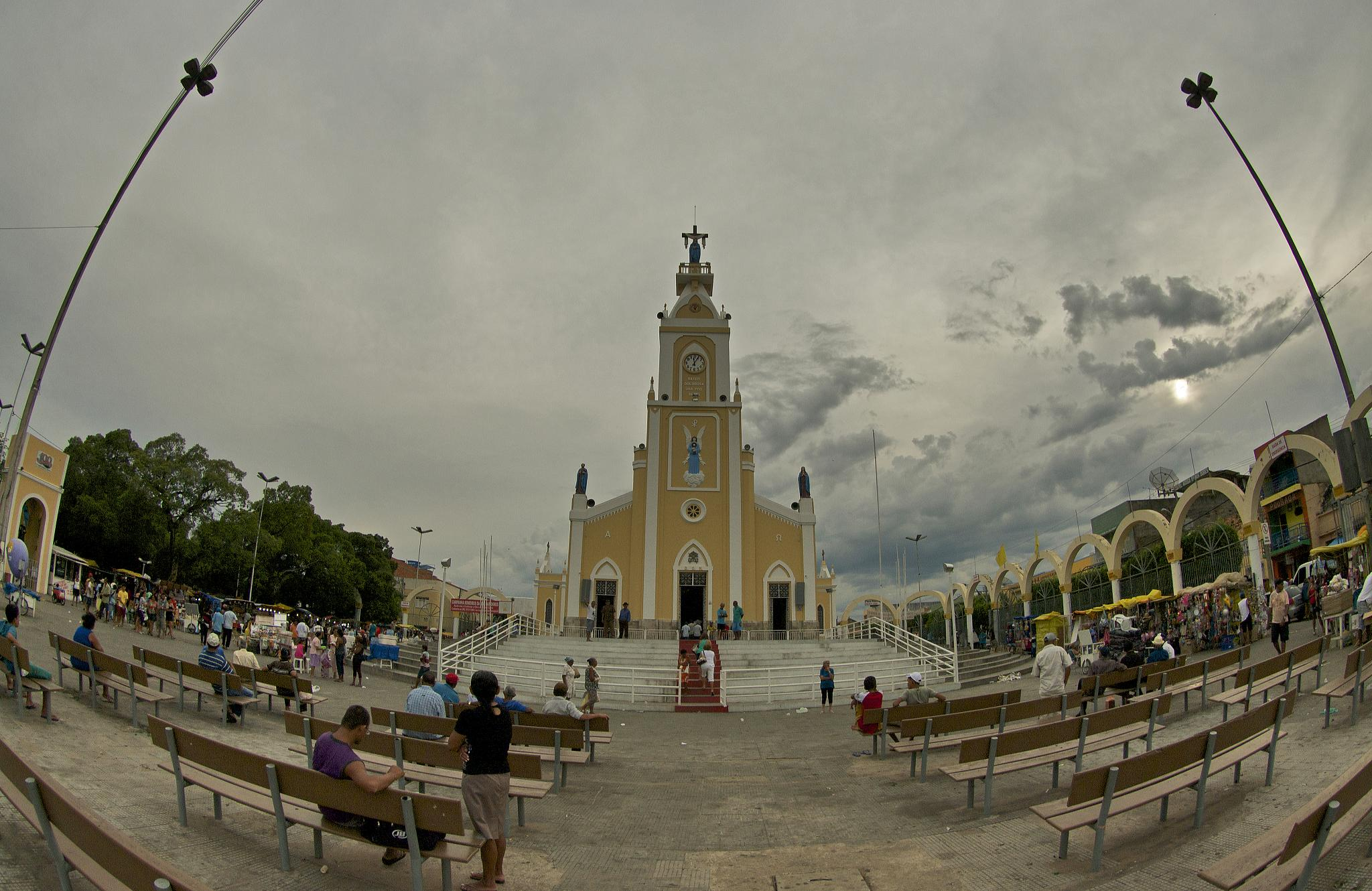
La basilica minore e santuario di Santa Maria Addolorata.

La diocesi di Crato (in latino: Dioecesis Cratensis) è una sede della Chiesa cattolica in Brasile suffraganea dell'arcidiocesi di Fortaleza. Nel 2021 contava 846 064 battezzati su 1 057 557 abitanti. È retta dal vescovo Magnus Henrique Lopes, O.F.M.Cap.

## Territorio
La diocesi comprende 32 comuni nella parte meridionale dello stato brasiliano del Ceará: Crato, Abaiara, Altaneira, Antonina do Norte, Araripe, Assaré, Aurora, Baixio, Barbalha, Barro, Brejo Santo, Campos Sales, Caririaçu, Farias Brito, Granjeiro, Ipaumirim, Jardim, Jati, Juazeiro do Norte, Lavras da Mangabeira, Mauriti, Milagres, Missão Velha, Nova Olinda, Porteiras, Potengi, Penaforte, Salitre, Santana do Cariri, Tarrafas, Umari e Várzea Alegre.
Sede vescovile è la città di Crato, dove si trova la cattedrale di Nossa Senhora da Penha. A Juazeiro do Norte sorge la basilica minore e santuario di Nostra Signora dei Dolori (Santuário de Nossa Senhora das Dores).
Il territorio si estende su 17894 km² ed è suddiviso in 57 parrocchie, raggruppate in 5 regioni foranee.

## Storia
La diocesi è stata eretta il 20 ottobre 1914 con la bolla Catholicae Ecclesiae di papa Benedetto XV, ricavandone il territorio dalla diocesi di Fortaleza (oggi arcidiocesi).
Originariamente suffraganea dell'arcidiocesi di Olinda, il 10 novembre 1915 è entrata a far parte della provincia ecclesiastica di Fortaleza.
Il 28 gennaio 1961 ha ceduto una porzione del suo territorio a vantaggio dell'erezione della diocesi di Iguatu.

## Cronotassi dei vescovi
Si omettono i periodi di sede vacante non superiori ai 2 anni o non storicamente accertati.
- Quintino Rodrigues de Oliveira e Silva † (10 marzo 1915 - 29 dicembre 1929 deceduto)
- Francisco de Assis Pires † (11 agosto 1931 - 11 luglio 1959 dimesso[2])
- Vicente de Paulo Araújo Matos † (28 gennaio 1961 - 1º giugno 1992 ritirato)
- Newton Holanda Gurgel † (24 novembre 1993 - 2 maggio 2001 ritirato)
- Fernando Panico, M.S.C. (2 maggio 2001 - 28 dicembre 2016 dimesso)
- Gilberto Pastana de Oliveira (28 dicembre 2016 succeduto - 2 giugno 2021 nominato arcivescovo di São Luís do Maranhão)
- Magnus Henrique Lopes, O.F.M.Cap., dal 12 gennaio 2022

## Statistiche
La diocesi nel 2021 su una popolazione di 1 057 557 persone contava 846 064 battezzati, corrispondenti all'80,0% del totale.
| anno | popolazione | popolazione | popolazione | presbiteri | presbiteri | presbiteri | presbiteri                | diaconi | religiosi | religiosi | parrocchie |
| anno | battezzati  | totale      | %           | numero     | secolari   | regolari   | battezzati per presbitero | diaconi | uomini    | donne     | parrocchie |
| ---- | ----------- | ----------- | ----------- | ---------- | ---------- | ---------- | ------------------------- | ------- | --------- | --------- | ---------- |
| 1950 | 624.400     | 625.000     | 99,9        | 71         | 47         | 24         | 8.794                     |         | 26        | 71        | 30         |
| 1961 | 500.000     | ?           | ?           | 29         |            | 29         | 17.241                    |         | 34        | 158       | 21         |
| 1970 | 554.520     | 583.705     | 95,0        | 72         | 51         | 21         | 7.701                     |         | 29        | 145       | 35         |
| 1976 | 597.000     | 631.166     | 94,6        | 54         | 43         | 11         | 11.055                    |         | 12        | 105       | 37         |
| 1980 | 758.000     | 801.000     | 94,6        | 51         | 39         | 12         | 14.862                    |         | 24        | 105       | 39         |
| 1990 | 848.000     | 891.000     | 95,2        | 53         | 40         | 13         | 16.000                    |         | 15        | 116       | 40         |
| 1999 | 794.000     | 975.000     | 81,4        | 68         | 54         | 14         | 11.676                    |         | 24        | 109       | 46         |
| 2000 | 799.000     | 987.000     | 81,0        | 67         | 54         | 13         | 11.925                    |         | 24        | 105       | 43         |
| 2001 | 750.000     | 920.000     | 81,5        | 66         | 54         | 12         | 11.363                    |         | 24        | 95        | 43         |
| 2002 | 750.000     | 920.000     | 81,5        | 68         | 56         | 12         | 11.029                    |         | 21        | 95        | 44         |
| 2003 | 750.270     | 920.000     | 81,6        | 79         | 65         | 14         | 9.497                     | 6       | 17        | 136       | 44         |
| 2004 | 750.000     | 920.000     | 81,5        | 66         | 53         | 13         | 11.363                    | 6       | 14        | 113       | 46         |
| 2006 | 810.295     | 954.411     | 84,9        | 65         | 58         | 7          | 12.466                    | 7       | 12        | 75        | 46         |
| 2013 | 893.000     | 1.059.000   | 84,3        | 108        | 86         | 22         | 8.268                     | 17      | 28        | 123       | 54         |
| 2016 | 827.000     | 1.034.000   | 80,0        | 116        | 95         | 21         | 7.129                     | 18      | 28        | 136       | 55         |
| 2019 | 841.400     | 1.071.000   | 78,6        | 116        | 92         | 24         | 7.253                     |         | 30        | 90        | 57         |
| 2021 | 846.064     | 1.057.557   | 80,0        | 123        | 99         | 24         | 6.878                     | 42      | 24        | 135       | 57         |